# بهاراتاتيام

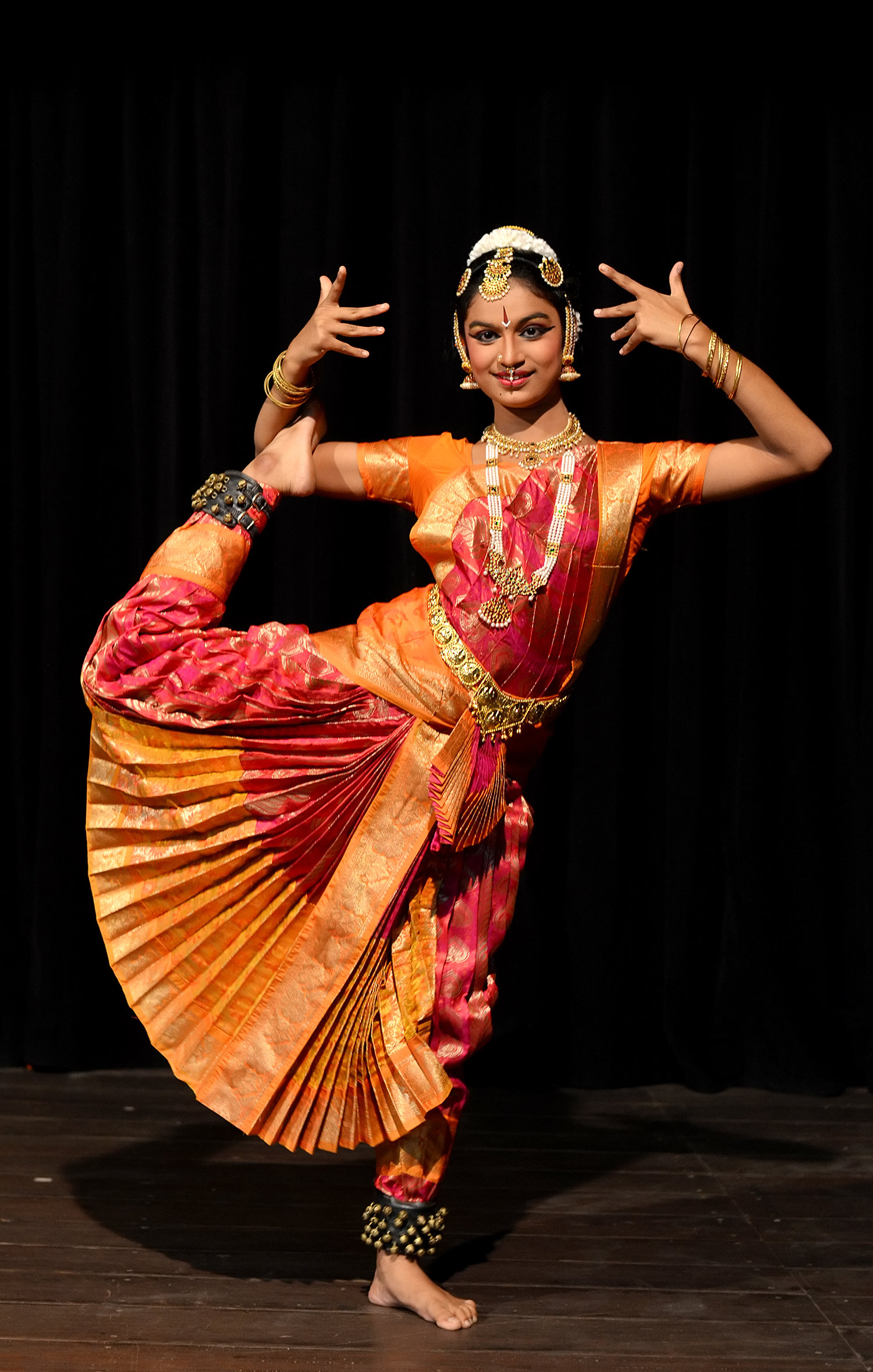
راقصة بهاراتاتيام

بهاراتاناتيام هو شكل رئيسي من أشكال الرقص الكلاسيكي الهندي الذي نشأ في منطقة تاميل نادو الحديثة. تعتبر ناتيا شاسترا من تأليف بهاراتا موني و «أبينايا داربانا» من تأليف نانديكشفارا المصادر الأصلية لبهاراتاناتيام (أحد أشكال الرقص الكلاسيكي الهندي). تم ذكر شكل الرقص أيضًا لفترة وجيزة في نص الكانادا Manasolalla الذي كتبه Someshwara III. لقد ازدهرت في المعابد والمحاكم في جنوب الهند منذ العصور القديمة. إنها واحدة من ثمانية أشكال للرقص الكلاسيكي الهندي المعترف بها على نطاق واسع (الأشكال الأخرى هي كاثاك وكوتشيبودي وأوديسي وكاثاكالي وموهينياتام ومانيبوري وساتريا) وهي تعبر عن الموضوعات الدينية والأفكار الروحية في جنوب الهند، لا سيما الشيفيزمية والفايشنافية والشاكتيزمية.
يمكن العثور على وصف لـ Bharatanatyam من القرن الثاني الميلادي في ملحمة التاميل القديمة Silappatikaram ، بينما تشير منحوتات المعبد من القرن السادس إلى التاسع الميلادي إلى أنه كان فن أداء عالي الدقة بحلول منتصف الألفية الأولى. بهاراتاناتيام هو أقدم تقليد للرقص الكلاسيكي في الهند. كان شكل الرقص سائدًا في تاميل نادو القديمة، وقد قامت العديد من الكتب بتدوينه، مثل ناتيا شاسترا لهارات موني (السنسكريتية: भरत मुनि). بهاراتاناتيام هو شكل رقص الدولة في تاميل نادو.